# Mariano Hernández Zapata
Mariano Hernández Zapata  (Los Llanos de Aridane, 26 de agosto de 1982) es un político español, y desde 2019, presidente del Cabildo de La Palma por el Partido Popular.

## Biografía
Es licenciado en economía por la Universidad de La Laguna, con un postgrado de habilidades directivas en la Universidad Francisco de Vitoria de Madrid. Ha desarrollado su labor profesional en la banca, en el sector empresarial energético y por cuenta propia como autónomo.[cita requerida]
Ha estado vinculado al sector del fútbol como deportista en categorías inferiores y, ya en su etapa adulta, como directivo de la Unión Deportiva Los Llanos de Aridane.[cita requerida]

## Trayectoria política
Militante del Partido Popular, en el año 2011 inició su andadura política formando parte de la Candidatura al Ayuntamiento de Los Llanos de Aridane, como número dos, de la mano de Noelia García Leal y también fue de número cinco en la lista del Cabildo Insular de La Palma, que encabezó Asier Antona. Tras aquellos comicios asumió la responsabilidad de ser concejal de Hacienda, Aguas y Playas de dicho Ayuntamiento desde 2011 a 2013, cuando una moción de censura le apartó de este cargo. En estos dos años trabajó en las cuentas públicas del ayuntamiento llanense y, según declaraciones, aplicando nuevos protocolos de gestión que agilizaron la administración y permitieron el pago en tiempo y forma a los proveedores.
En el año 2013 entró a formar parte del equipo de Gobierno del Cabildo de La Palma, siendo consejero de Deportes, Comercio, Juventud, Empleo y delegado de Sodepal hasta mayo de 2015. En el corto periodo de tiempo realizó tareas de ejecución para la prueba deportiva Transvulcania, de la isla de La Palma, desarrollando informes de transparencia. En su cargo como consejero en La Palma, también participó en la parte ejecutiva de una de las fases del World Padel Tour y su gestión al frente de Sodepal,[cita requerida] donde se planteó un cambio en los protocolos de la empresa pública, con resultados económicos mejorados respecto a la gestión anterior.
En 2015 repitió como candidato en la lista al Cabildo palmero siendo consejero hasta junio de 2016.[cita requerida]
En las elecciones generales de España de 2015, fue candidato al Senado por la circunscripción de La Palma, consiguiendo su acta de senador al imponerse con claridad. En las elecciones generales de España de 2016, repitió candidatura y fue reelegido con un número mayor de apoyos.
En la legislatura 2015-2019 es el primer teniente de alcalde en el municipio de Los Llanos de Aridane, concejal de Hacienda, Aguas y Seguridad, tras ganar la candidatura del Partido Popular las elecciones municipales de 2015 en Los Llanos de Aridane. Ha conseguido zanjar la deuda bancaria y reducir las pérdidas de agua en la red municipal de abastos a niveles históricos.
Durante su labor como senador por la isla de La Palma, ha sido viceportavoz de la comisión mixta para el problema de las drogas y vocal de las comisiones de agricultura, pesca y alimentación y de la de asuntos iberoamericanos.
Fue elegido por el Partido Popular de la Palma para encabezar la candidatura al Cabildo Insular de La Palma en las elecciones municipales de España de 2019, obteniendo 6 consejeros, llegando a ser investido presidente tras una moción de censura realizada junto al PSOE contra CC, consiguiendo para los populares la presidencia de la primera institución insular tras casi 30 años.

## Controversias
Entre 2020 y 2023 se enfrenta a diversas polémicas y denuncias por supuestos casos de corrupción: 
- La asociación Agua Para La Palma lo denunció ante la fiscalía anticorrupción por supuesto financiamiento de 969.230 euros de dinero público de un pozo en el que su padre era accionista.[11]
- El partido político Más Canarias lo denunció a la fiscalía anticorrupción por supuesto tráfico de influencias, apropiación indebida y malversación en la gestión de la emergencia post-volcán.[12][13]